# Fanservice

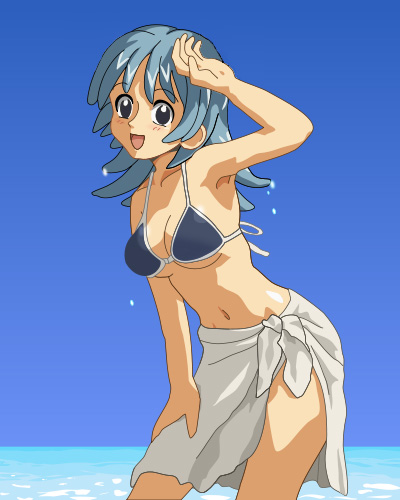
Een anime of manga karakter met badkleding is typisch "fanservice".

Fanservice (in het Japans ook wel aangeduid als ファンサービス fansābisu of サービス sābisu) is een algemene term die voornamelijk betrekking heeft op anime en manga waarbij wordt gedoeld op elementen die niet noodzakelijk zijn voor het verhaal. Fanservice verwijst soms naar seksueel getint beeldmateriaal bedoeld om het publiek te amuseren of op te winden, maar kan ook extra inhoud los van het verhaal zijn, bedoeld om de liefhebbers te amuseren. Wanneer het echter deel uitmaakt van het verhaal wordt het niet als echte fanservice beschouwd, maar indien overmatig aanwezig wordt het over het algemeen als onnodig ervaren, ongeacht de reden.

## Censuur
Omdat anime in Japan vaak op televisie wordt uitgezonden op tijdstippen waarop ook jongere kinderen kijken, komt het regelmatig voor dat fanservice dan in bepaalde mate wordt gecensureerd. Dit wordt gedaan door bijvoorbeeld extra schaduw of een witte waas (vaak in de vorm van flarden mist) aan te brengen, door op een bepaalde manier in te zoomen of door simpelweg afdekken van de delen in kwestie door panelen. Dergelijke series worden overigens later ongecensureerd op dvd uitgebracht.

## Voorbeelden
Bekende voorbeelden van fanservice zijn zogenaamde pantyshots (waarbij ondergoed in beeld wordt gebracht) en vrouwelijke borsten (al dan niet ontbloot), maar ook in verschillende mate ontklede vrouwenlichamen. In de jaren 80 en 90 van de 20e eeuw werden douchescènes regelmatig gebruikt, terwijl recente anime en manga voor gelegenheden met fanservice zich vaak richten op strandscènes, waarbij badkleding dan een rol speelt, of scènes in Japanse onsen, waarbij een hoger gehalte aan naaktheid te vinden is. Een parodie van het originele verhaal kan ook een vorm van fanservice zijn die niet seksueel getint is. Een overleden personage kan plotseling veel schermtijd krijgen om de fans te amuseren terwijl het personage niet echt relevant is voor het verhaal. 
Vanwege het feit dat fanservice voornamelijk bedoeld is voor jonge mannen komt het met name (maar niet uitsluitend) voor in seinenmanga en -anime.
Voorbeelden van manga en/of anime met fanservice zijn:
- DearS
- Hand Maid May
- Ikki Tousen
- Love Hina
- Fairy Tail